# سليمان كوليبالي (لاعب كرة قدم)
سليمان كوليبالي (8 أغسطس 1996 بمالي - ) هو لاعب كرة قدم مالي في مركز الدفاع. شارك مع منتخب مالي تحت 20 سنة لكرة القدم. أما مع النوادي، فقد لعب مع النادي الإفريقي.

## وصلات خارجية
- سليمان كوليبالي على موقع قاعدة بيانات كرة القدم.إي يو (الإنجليزية)
- سليمان كوليبالي على موقع Soccerway.com (الإنجليزية)